# پیسکی
پیسکی (به لهستانی:  Piski) یک روستا در لهستان است که در گمینا چروین واقع شده‌است.